# Нация свободы
«Нация свободы» — российское общественно-политическое движение. Его создание провозглашено в сентябре 2009 года.
Движение образовано группой бывших сторонников Эдуарда Лимонова, которые покинули его сообщество, так как «пришли к выводу, что политический курс, избранный Лимоновым и его окружением, не является дорогой к победе».
Помимо основной группы в Москве, существуют отделения в Ярославле и подмосковном Сергиевом Посаде.
«Нация Свободы» формально входила в коалицию «Другая Россия» (в настоящее время эта коалиция перестала существовать, хотя и не была официально распущена), несколько участников движения являются депутатами «Национальной ассамблеи РФ».

## Идеология
Идеология Нации Свободы — социально ориентированная национал-демократия.
В национальном вопросе «Нация Свободы» делает ставку на «просвещённый национализм», на приоритет самосознания над происхождением («русским является человек, считающий русский язык — своим языком, русскую историю — своей историей, готовый пролить свою и чужую кровь, защищая Россию»).
Понятие «нация» трактуется идеологами движения как «совокупность людей, объединённых общей исторической волей, ощущающих себя звеном в цепи поколений и понимающих меру ответственности — и перед предками, и перед потомками, и перед современниками».
В плане государственного устройства «Нация Свободы» выступает за реформу административного деления России, ликвидацию национальных республик и создание равноправной федерации «краёв», наделённых широкими полномочиями. В перспективе предполагается сформировать «систему самоуправления, основанную на сетевых технологиях (…) Функции обновлённого государства будут ограничены решением вопросов внешней безопасности Нации, а также инвестирования масштабных строительных и наукоемких проектов».
Территориальную целостность России движение провозглашает одним из приоритетов.

 «Обмены», «уступки», «делёжка с соседями» однозначно недопустимы. Границы России могут изменяться только в одну сторону — в сторону расширения территории.— Нация Свободы: Самое необходимое
Движение требует максимальной реализации демократических свобод (свобода передвижения, слова, собраний, общественных объединений) при минимизации государственного контроля над общественной жизнью.
«Нация Свободы» выступает за «равный доступ всех граждан к информации, всеобщее бесплатное образование и владение индивидуальным оружием», так как эти факторы исключат «возможность возникновения социального неравенства».
Движение выступает за введение прогрессивной шкалы налогообложения, государственное субсидирование ЖКХ и транспорта, за комплексную реформу судебной и правоохранительной систем, за формирование профессиональной армии.
В программе движения особое место уделяется необходимости преодоления технологической отсталости России.

«Альтернативная энергетика, экологичные технологии, сверхскоростной транспорт, строительство городов нового типа, экопоселений, акватаунов — все это (…) превратит необжитые просторы нашей необъятной Родины в самый привлекательный край на планете.»— Манифест "Нации Свободы" на форуме "Революционного фронта"

## Символика
Знамя движения представляет собой прямоугольное полотнище красного цвета, рассечённое в центре белым клином. В центре клина находится стилизованное изображение ракеты чёрного цвета. Ракета символизирует «прогрессивность наших начинаний, устремленность в Будущее, энергичность и упорство, неукоснительное стремление к цели — великой и свободной России. Ракета — символ интеллектуального, научно-технического потенциала Нации, почти уничтоженного за годы правления ельцинских временщиков и путинской нефтегазовой олигархии. Потенциала, который мы непременно возродим, так как без него немыслимо выживание России в грозном XXI веке. Ракета — это и символ могущества Нации будущего, символ угрозы тем, кто осмелится посягнуть на нашу свободу»

## Некоторые акции
21 сентября 2009 года состоялась первая публичная акция с участием новообразованного движения. Активисты движений «Нация Свободы», «Оборона» и «Смена» провели агитационный рейд по московскому метро.
19 октября 2009 года активисты движения повесили на ограду посольства КНР в Москве плакат «Ресурсы наши велики и обильны, а мозгов в Кремле нет!», а также «поделились» символическими «последними рубашками». Это был протест против российско-китайского соглашения о совместном освоении природных богатств Дальнего Востока.
21 октября 2009 года активисты движения Владимир Титов и Дмитрий Константинов символически «закрыли» здание Московской городской думы с помощью велосипедных замков в знак протеста против нарушений при выборах депутатов городского парламента. Участники акции были арестованы на трое суток.
29 ноября 2009 года активисты движений «Нация Свободы», «Смена» и «Оборона» провели агитационный рейд по подмосковным электричкам. Тема мероприятия — проблема правоохранительных органов и пути её решения.
25 января 2010 года активисты «Нации Свободы» повесили напротив здания МВД РФ плакаты «Нургалиева — в отставку», «Хватит убивать людей», «Хватит заказных дел» и «Свободу политзаключённым».
2 марта 2010 года «Нация Свободы» провела аналогичную акцию перед Министерством спорта, туризма и молодёжной политики, разместив на близлежащих домах плакаты «Мутко, уходи!» и «Проели страну — про$рали Олимпиаду» (акция была посвящена неудачному выступлению российской сборной на зимних олимпийских играх в Ванкувере).
25 апреля, 30 мая и 12 сентября 2010 года «Нация Свободы» участвовала в митингах против роста налогов и государственной экономической диктатуры, организованных Либертарианской партией и Национал-Демократическим альянсом.